# Iran op de Olympische Winterspelen 2018
Iran was een van de deelnemende landen aan de Olympische Winterspelen 2018 in Pyeongchang, Zuid-Korea.
Bij de elfde deelname van het land aan de Winterspelen werd ook voor de elfde keer deelgenomen in het alpineskiën en voor de vijfde opeenvolgende keer in het langlaufen; ook de enige twee olympische sportdisciplines waarin namens Iran werd deelgenomen. De enige debutante, langlaufster Samaneh Beyrami Baher, was de vlaggendrager bij de openingsceremonie.

## Deelnemers en resultaten
(m) = mannen, (v) = vrouwen 

### Alpineskiën
| Olympiër (deelname)          | Onderdeel        | Resultaat | Prestatie                                                            |
| ---------------------------- | ---------------- | --------- | -------------------------------------------------------------------- |
| Mohammad Kiyadarbandsari (2) | reuzenslalom (m) | 58e       | 1e run: 1.19,11 (63e) 2e run: 1.18,61 (59e) totaal: 2.37,72 (+19,68) |
| Mohammad Kiyadarbandsari (2) | slalom (m)       | 34e       | 1e run: 55,66 (42e) 2e run: 57,03 (33e) totaal: 1.52,69 (+13,70)     |
|                              |                  |           |                                                                      |
| Forough Abbasi (2)           | slalom (v)       | 49e       | 1e run: 1.02,56 (55e) 2e run: 1.01,50 (50e) totaal: 2.04,06 (+25,43) |

### Langlaufen
| Olympiër (deelname)   | Onderdeel             | Resultaat | Prestatie                        |
| --------------------- | --------------------- | --------- | -------------------------------- |
| Seyed Sattar Seyd (3) | sprint (m)            | 76e       | kwalificatie: 3.56,08 (+47,54)   |
| Seyed Sattar Seyd (3) | 15 km vrije stijl (m) | 91e       | 39.39,1 (+5.55,2)                |
|                       |                       |           |                                  |
| Samaneh Beyrami Baher | sprint (v)            | 68e       | kwalificatie: 4.47,91 (+1.39,17) |